# Harold Innis

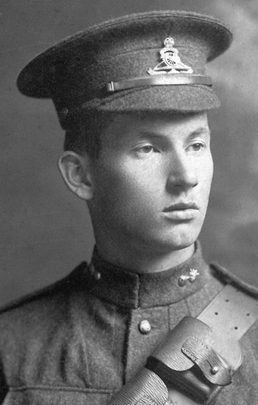
Harold Innis.

Harold Adams Innis (Otterville, Ontario, 5 de noviembre de 1894 - Toronto, 9 de noviembre de 1952) fue un economista canadiense, experto en la historia económica de Canadá y un teórico de la comunicación que, junto con Marshall McLuhan, marcó la reflexión sobre los medios de comunicación.

## Biografía
Residió durante su infancia en la zona rural de Otterville, en la provincia de Ontario. Entre 1913 y 1916 estudió en la Universidad McMaster, donde obtuvo su licenciatura con énfasis en Historia y Economía. Pocos días después de graduarse fue reclutado para combatir en Francia en la línea del frente durante la Primera Guerra Mundial, y fue herido por un obús en la Batalla de la cima de Vimy, por lo que debió regresar a Canadá. Obtuvo luego la Maestría en Artes en la Universidad McMaster en 1918, con una tesis sobre la política para los veteranos de guerra (El retorno del soldado), y en 1920 el doctorado en Economía de la Universidad de Chicago. También en 1920 fue nombrado profesor del Departamento de Economía en la Universidad de Toronto, donde llegó a ser director de ese Departamento, en el cual trabajó hasta su prematura muerte en 1952, a los 58 años.

## Obra
Desarrolló la staples thesis, según la cual la economía, la cultura y la política canadienses fueron decisivamente influenciadas por la explotación y exportación de una serie de mercancías tales como pieles de animales, pesca, madera, trigo, metales e hidrocarburos. Estas mercancías han provenido de la periferia del país y han fortalecido al centro. Su visión de las relaciones Centro-Periferia estuvo marcada por su experiencia en la guerra que le dejó una visión de las relaciones entre imperios y colonias marginalizadas.
Observó cómo las redes de comercio y transporte, por ejemplo las redes ferroviarias, eran algo más que rutas para llevar mercancías, pues generaban grandes influencias culturales y sociales. Estudió entonces el papel que la tecnología de la comunicación ocupaba en los procesos culturales, políticos y económicos y postuló la teoría según la cual las tendencias de la comunicación, determinadas por las tecnologías comunicacionales, son las que determinan las formas que adopta la organización social.
Los trabajos de Innis sobre las comunicaciones exploran el rol de los medios en la construcción de la cultura, el ejercicio del poder y el desarrollo de la civilización. Los monopolios de saber, según su postura, supeditan la distribución del poder político entre los grupos sociales. El poder es asunto de control del espacio y el tiempo. Los sistemas de comunicación dan forma a la organización social porque estructuran relaciones temporales y espaciales.
Apoyado en la investigación histórica, clasificó a los medios de comunicación entre los que están más "ligados al tiempo", con mensajes de mayor duración, y los más "ligados al espacio", con mensajes de mayor alcance. Consideraba, por ejemplo, que el balance entre la comunicación oral y escrita fue muy importante para la Grecia antigua en el siglo V a. C. Advirtió que, en cambio, en la actualidad los medios están obsesionados por el impacto inmediato, de manera que el alcance del mensaje se privilegia en forma extrema sobre su permanencia y se efectúa una "continua, sistemática y despiadada destrucción de elementos esenciales para la permanencia de la actividad cultural".